# Nouvelles personnes

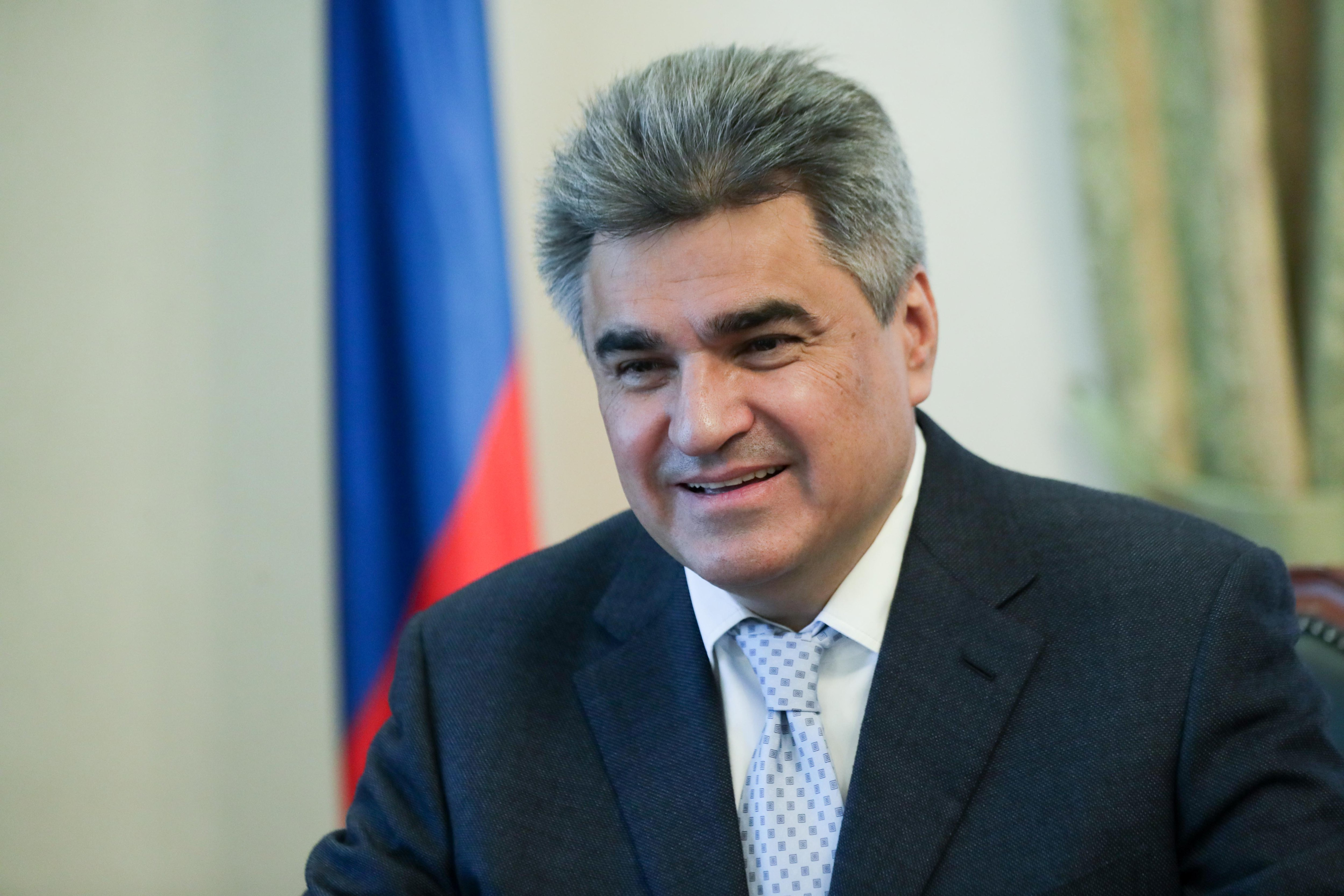

Nouvelles personnes (en russe Новые люди, romanisé en Novyié lioudi, abrégé en NL) est un parti politique russe fondé en 2020. 
Membre du Front populaire panrusse et soutien du président Vladimir Poutine, Nouvelles personnes est notamment accusé d'être un parti fantoche dirigé par le Kremlin afin d'attirer sous son contrôle les partisans de l'opposant Alexeï Navalny,,. Le parti comprend surtout des jeunes et des chefs d'entreprise.
Il est fondé le 1er mars 2020 par Alexeï Netchaïev (en), créateur de la compagnie russe de cosmétiques Faberlic.

## Résultats
| Année | Voix      | %    | Rang | Élus     | +/- |
| ----- | --------- | ---- | ---- | -------- | --- |
| 2021  | 2 997 676 | 5,32 | 5e   | 13 / 450 | Nv  |